# Steven Levitt

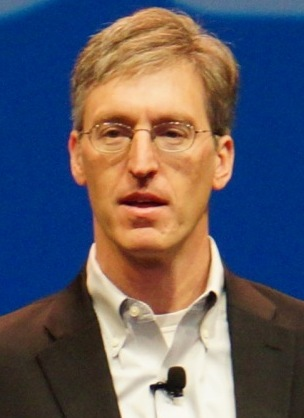
Steven Levitt, 2012

Steven David Levitt (* 29. Mai 1967) ist ein US-amerikanischer Ökonom. Er besitzt Abschlüsse von der Harvard University (Bachelor, 1989) und vom Massachusetts Institute of Technology (PhD, 1994). Gegenwärtig ist er Professor an der University of Chicago.
2002 wurde er in die American Academy of Arts and Sciences gewählt. Im Jahr 2003 wurde ihm die John Bates Clark Medal verliehen.
Levitt erregte Aufsehen in den USA durch einen im Jahr 2000 veröffentlichten Artikel "The Impact of Legalized Abortion on Crime" (zusammen mit John Donohue III.), in welchem er mittels multivariater statistischer Methoden für die USA einen Zusammenhang zwischen der Legalisierung der Abtreibung Mitte der 1970er Jahre und dem Rückgang der Kriminalitätsrate Anfang der 1990er Jahre aufzeigte. Die Begründung für die Beobachtung ist: durch die Legalisierung der Abtreibung erhielten auch diejenigen Frauen die Möglichkeit zur Abtreibung, die ihren Kindern kein stabiles Elternhaus bieten konnten, zum Beispiel weil sie drogenabhängig waren bzw. in einem kriminellen Umfeld lebten. Kinder aus solchen Elternhäusern werden mit höherer Wahrscheinlichkeit kriminell. Der Rückgang der Kriminalitätsrate in den USA in den 1990er Jahren kam somit zu der Zeit, in der diese Generation volljährig geworden wäre. Levitt unterstreicht, dass er diesen Zusammenhang nicht als Rechtfertigung der Abtreibung versteht. Laut Christopher Foote und Christopher Goetz, Ökonomen der Federal Reserve Bank of Boston, ist der Effekt der Abtreibung aufgrund fehlender Kontrollvariablen deutlich überschätzt worden.
1999 wurde er Stipendiat der Alfred P. Sloan Foundation (Sloan Research Fellow).

## Publikationen
- Think Like a Freak: The Authors of Freakonomics Offer to Retrain Your Brain (mit Stephen Dubner), William Morrow 2014 – deutsche Ausgabe: Think like a Freak: Andersdenker erreichen mehr im Leben, Riemann 2014.
- Superfreakonomics: Global Cooling, Patriotic Prostitutes, and Why Suicide Bombers Should Buy Life Insurance (mit Stephen Dubner), Harper Collins 2009 – deutsche Ausgabe: SuperFreakonomics – Nichts ist so wie es scheint: Über Erd-Abkühlung, patriotische Prostituierte und Selbstmord-Attentäter mit Lebensversicherung, Riemann 2010.
- Freakonomics: A Rogue Economist Explores the Hidden Side of Everything (mit Stephen Dubner), Harper Collins 2005 – deutsche Ausgabe: Freakonomics: Überraschende Antworten auf alltägliche Lebensfragen, Riemann 2006.
- (mit John Donohue) "The Impact of Legalized Abortion on Crime". Quarterly Journal of Economics, v116, n2 (Mai 2001): 379–420.
- An Economic Analysis of a Drug-Selling Gang's Finances. Quarterly Journal of Economics 115 (August 2000): 755–789. (mit Sudhir Venkatesh).
- (mit Mark Duggan): „Winning isn't Everything: Corruption in Sumo Wrestling“. American Economic Review.
- „The Effect of Prison Population Size on Crime Rates: Evidence from Prison Overcrowding Litigation“. 1996. Quarterly Journal of Economics 111:319-352.